# Élections législatives thaïlandaises de 1946
Les élections législatives thaïlandaises de 1946 ont lieu en Thaïlande le 6 janvier 1946 pour renouveler 96 des 192 sièges de la Chambre des représentants, les sièges restants étant directement nommés par le monarque alors en place Rama VIII.
Tous les candidats se présentent sans étiquette politique, les partis politiques n'étant que des factions à cette période. 
32,52% de la population participent à l'élection, soit 2,5 points de moins qu'en 1938.

## Suites
Par l'abolition des sièges de députés issus de la nomination de Rama VIII (dits « de second type ») stipulée dans la nouvelle Constitution de 1946, des élections ont lieu dans un second temps le 5 août pour élire 82 membres supplémentaires afin d'atteindre un nombre complet de députés élus au suffrage universel de 178.
C'est lors de cette seconde élection que les partis politiques, sous la nouvelle constitution, sont autorisés à présenter des candidats pour la première fois dans l'histoire de la vie politique thaïlandaise.